# نيو كروس غيت (محطة مترو أنفاق لندن)
نيو كروس غيت (بالإنجليزية: New Cross Gate)‏ هي إحدى محطات مترو أنفاق لندن. تقع على خط شرق لندن أفتتحت في المنطقة (Zone) رقم 2 أفتتحت في 5 يونيو 1839، 1 أكتوبر 1884.